# Angus Barbieri
Angus Barbieri (1939 - 1990) fue un ciudadano escocés, célebre por haber practicado el ayuno más largo de la historia. Desde el 14 de junio de 1965 hasta el 30 de junio de 1966, Barbieri permaneció 382 días sin ingerir ningún alimento, viviendo a base de té, café, agua con gas y vitaminas mientras vivía en su casa en Tayport, Fife. Perdió 126 kilos y estableció un récord de duración de un ayuno, vigente hasta la fecha.

## Ayuno
En 1965, Barbieri, un joven obeso de 27 años de Tayport, Escocia, ingresó en el Hospital Maryfield de Dundee. Los doctores planearon que Barbieri hiciera solo un ayuno breve, ya que los médicos creían que los ayunos cortos eran preferibles a los más largos. Barbieri insistió en continuar porque «se adaptó muy bien y estaba ansioso por alcanzar su peso "ideal"».: 203  Durante 392 días, consumió solo vitaminas, electrolitos, una cantidad no especificada de levadura (una fuente de todos los aminoácidos esenciales) y bebidas sin calorías como té, café y agua carbonatada, aunque ocasionalmente consumía pequeñas cantidades de leche y/o azúcar con las bebidas, especialmente durante las últimas semanas del ayuno. Dejó de trabajar en la tienda de fish and chips de su padre, que cerró durante el ayuno. El peso inicial de Barbieri se registró en 456 libras (207 kg) y dejó de ayunar cuando alcanzó su peso objetivo de 180 libras (82 kg). Barbieri acudía regularmente al hospital para un seguimiento y evaluación médica, donde no mostró ningún problema grave derivado del ayuno.

## Récord
En la edición de 1971 del Libro Guinness de los Récords, el ayuno de 392 días de Barbieri fue reconocido como el más largo jamás registrado. El artículo del Post Graduate Medical Journal contó que el ayuno se desarrolló entre el 14 de junio de 1965 y el 30 de junio de 1966, por un total de 382 días. En 1973, Dennis Galer Goodwin inició una huelga de hambre durante 385 días, pero fue alimentado a la fuerza durante ese periodo. A partir de 2023, Barbieri conserva el récord del ayuno más largo sin consumir alimentos sólidos, según funcionarios de Guinness. Guinness ya no respalda oficialmente los récords relacionados con el ayuno por temor a fomentar comportamientos inseguros.

## Vida posterior
Barbieri pudo mantener su nuevo peso; cinco años después del ayuno pesaba 196 libras (89 kg). Después de perder peso, se mudó a Warwick y tuvo dos hijos. Falleció el 7 de septiembre de 1990.